# Désartérialisation hémorroïdaire transanale
La désartérialisation hémorroïdaire transanale (dite aussi « méthode THD  ») est une technique chirurgicale ambulatoire utilisée pour le traitement des hémorroïdes de 2e et 3e degré et 4e degré dans certains cas.
Avec cette procédure, un anuscope avec une sonde doppler intégrée est utilisé afin de localiser les branches terminales des artères hémorroïdales. Les artères sont après ligaturées par des sutures qui atténuent le saignement des hémorroïdes et les induisent à se rétrécir. En cas de prolapsus des hémorroïdes, la muqueuse prolabée est ligaturée au niveau de la ligne pectinée (hémorroidopexie), assurant un repositionnement du tissu hémorroïdaire sans résection tissulaire.
Toutes les sutures sont appliquées à la zone au-dessus de la ligne pectinée, une région qui manque de nerfs somatiques qui sont responsables de la sensation de douleur. Le patient a plutôt une sensation de pression ou de selles après l'opération qui disparaît habituellement après quelques jours. 
Étant donné qu’aucune excision n'est faite dans le tissu hémorroïdaire, la méthode THD est généralement associée à des taux de complications inférieurs par rapport aux techniques d'excision. Les complications rares comprennent les hémorragies, les thromboses et la rétention urinaire. La méthode THD est particulièrement indiquée pour les patients souffrant d'incontinence et généralement effectuée sous anesthésie générale au département ambulatoire.
Elle a été approuvée par le National Institute of Clinical Excellence (Institut National d'Excellence Clinique) dans le Royaume-Uni et a été évaluée dans divers journaux scientifiques,,